# Milica Rakić
Milica Rakić o Milica Rakich (serbio cirílico: Милица Ракић ; 9 de enero de 1996 - 17 de abril de 1999) fue una niña serbia que murió víctima de una bomba de racimo con solo tres años durante el bombardeo de la OTAN sobre Yugoslavia.

## Biografía
Milica Rakić nació en Belgrado el 9 de enero de 1996. Sus padres eran Žarko y Dušica Rakić. Tenía un hermano mayor llamado Aleksa. Entre las 21:30 y las 22:00 horas del 17 de abril de 1999, Rakić, de tres años, fue alcanzada por la metralla de una bomba de racimo mientras se encontraba en el baño de su apartamento del segundo piso en la calle Dimitrije Lazareva-Rase 8, en el suburbio de Batajnica, en Belgrado. Su casa estaba ubicada a 1 kilómetro de la Base Aérea de Batajnica. Batajnica fue blanco repetidamente de la OTAN durante su campaña aérea contra Yugoslavia, que duró entre marzo y junio de 1999. Rakić murió instantáneamente. En el momento de su muerte, estaba sentada en un orinal. Cinco civiles resultaron heridos en el ataque. El funeral de Rakić tuvo lugar el 19 de abril. El mismo día, el Ministerio de Información de Yugoslavia emitió un comunicado atribuyendo su muerte a cobardes de la OTAN.

## Legado
Rakić fue uno de los 89 niños muertos durante la campaña aérea de la OTAN. La muerte de Rakić fue ampliamente cubierta por los medios de comunicación serbios. Su muerte no fue informada por la mayoría de los principales medios de comunicación occidentales. El informe final de la OTAN sobre el bombardeo de Yugoslavia no menciona la muerte de Rakić, ni siquiera en la categoría de "incidentes especiales". Los investigadores de Human Rights Watch (HRW) visitaron el lugar de su muerte el 7 de agosto de 1999, inspeccionaron los daños y entrevistaron a testigos presenciales. Según HRW, una munición en racimo explotó junto al apartamento en el que vivía Rakić. El incidente marcó el primer uso de bombas de racimo por parte de la OTAN en Serbia propiamente dicha; todos los casos anteriores de su uso por la OTAN se habían registrado en Kosovo. El Ministerio de Salud de Yugoslavia proporcionó a HRW documentación fotográfica del incidente, que también se incluyó en el libro Libro Blanco de los crímenes de la OTAN en Yugoslavia, publicado por el Gobierno de Yugoslavia.
Tras su muerte, algunos sectores del público serbio pidieron que Rakić fuera canonizada como santa por la Iglesia Ortodoxa Serbia. En 2000, se inauguró un monumento dedicado a los niños muertos en el bombardeo de Yugoslavia por la OTAN en el parque Tašmajdan de Belgrado. Presentaba una escultura de bronce de Rakić frente a un bloque de mármol con las palabras "sólo éramos niños" escritas en serbio e inglés. El monumento fue encargado por el periódico Večernje novosti y financiado con donaciones que había recibido de sus lectores. La escultura fue robada dos veces, una en 2000 y otra en 2001, después de lo cual nunca fue recuperada.
En 2004, el monasterio de Tvrdoš cerca de la ciudad de Trebinje, en Bosnia y Herzegovina, reveló un fresco de Rakić que contenía una inscripción que la describía como una neomártir. En ese momento, la Iglesia Ortodoxa Serbia anunció que solo consideraría canonizar a Rakić si su culto ganaba muchos seguidores. En 2014, se dedicó una fuente conmemorativa en memoria de Rakić en Batajnica. Al año siguiente, se presentó una nueva escultura de Rakić en el Parque Tašmajdan para reemplazar la que había sido robada anteriormente. El parque Little Milica Rakić en Batajnica también se estableció en su memoria. El parque fue sometido a amplias renovaciones en 2017, financiadas por el Ministerio de Defensa de Serbia.